# Дервиш Мухаммед хан
Дервиш Мухаммед хан, Шекинский хан (1524—1551).
- В мае 1524 года после смерти своего отца стал Шекинским ханом.

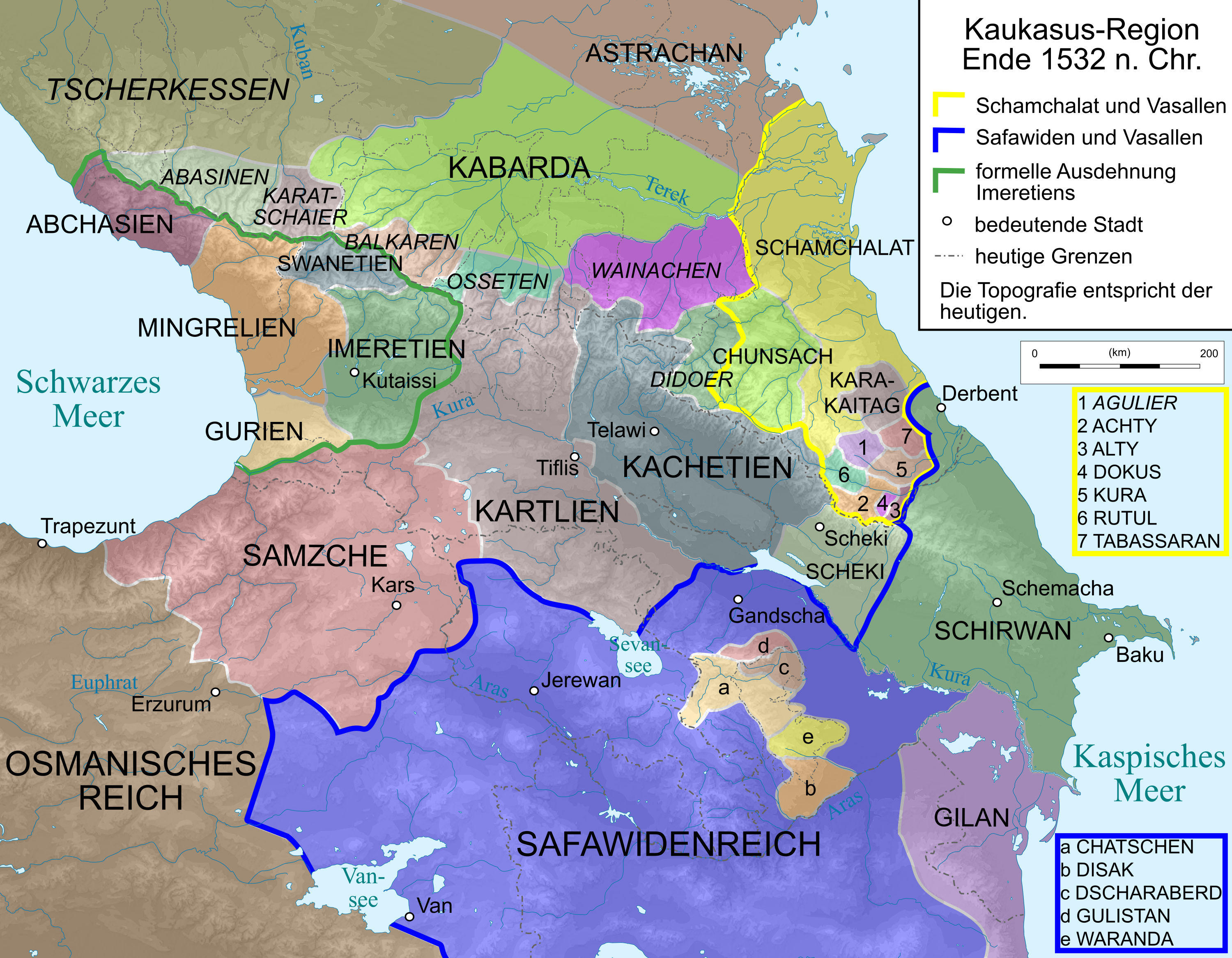
Политическая карта Кавказа 1532 года. На этой карте указаны приблезительные границы Шекинского государства, которое существовало в Закавказье с конце XIV века до 1551 года.

- «В 1538 году когда войска Шах Тахмасба пошли войной на Ширван, то и Дервиш Мухаммед хан со своим войском совершал ночные атаки на кызыдбашские войска»[1].
- В 1539 году Дервиш Мухаммед хан взял в жены сестру шаха Тахмасба Парихан ханум[2].
- В 1541 году Дервиш Мухаммед хан с братом Шах Тахмасба «Алкас мирзой прибыли на службу к шаху в летовье Саханде и, снискав благосклонное внимание государя, получили разрешение на отъезд»[3][4].
- В 1543 году жена Дервиш Мухаммед хана Парихан ханум умерла[2].
- В 1547 году брат Дервиш Мухаммед хана — Шахназар, с братом Шах Тахмасба Алкас мирзой напали на Дагестан; в бою Шахназар погиб, сбитый вражеским копьем с коня[4].
- В 1549 году Шах Тахмасб ограбил Шеки, отобрав 200 тысяч баранов и 50 тысяч коров. А в это время Дервиш Мухаммед хан скрылся в крепости Киш[5][6].
- B 1550 году Шах Тахмасб в своем указе упоминает имя Дервиш Мухаммед хан с большим уважением[7].

- B 1551 году «Шах Тахмасб прибыл со своим войском в Арешский магал. Во время пребывания шаха в Ареше все правители окрестных районов сильно встревожились. Валий Грузии Левонд-хан явился к шаху в Ареш и изъявил ему свою покорность. Шах дал ему подарки и обласкал его. Шах послал человека к Дервиш Мухаммед хану с приказом: „Явись, и ты служи нам! Не губи себя. Шах окажет тебе большую милость“. Дервиш Мухаммед хан и нухинская знать, полагаясь на неприступность своих мест, не повиновались. Часть военачальников Шекинского вилайета укрепилась в крепости Киш, а Дервиш Мухаммед хан вместе с некоторыми знатными лицами отправился к крепости Гелясан-Гёрясан; эта крепость была очень высока и сильно укреплена, и поэтому никому не удавалось взять её. Некоторые же люди укрылись у подножия кавказской горы Абруз (Эльбрус). Шах Тахмасб был ужасно недоволен этим. Одним из кызылбашских ханов он велел взять крепость Киш, других ханов, вместе с Левонд-ханом, послал на крепость Гелясан-Гёрясан»[1].

Иранцы хотели установить привезенную из Португалии пушку на высоте, чтобы атаковать крепость Гелясан-Гёрясан, но не успели поднять её на гору; двери крепости открылись, и вышедшие из крепости разгромили иранцев и отобрали пушку, загнав её в крепость. И оружие иранцев обернулось против их же самих.
«Некоторые же ханы были посланы, им к месту укрытия. Ханы, посланные к крепости Киш, открыли по ней ружейный и орудийный огонь. Жители крепости, увидев, что последняя рушится, взяли с собой ключи от неё и пришли к шаху с повинной. Шах помиловал их и дал им подарки. После этого шах приказал разрушить крепость Киш, а сам с войсками двинулся к сыгнаху. Жители, укрывавшиеся там, узнав о приближении шаха и разрушении крепости Киш, стали группами являться к шаху и изъявлять ему свою покорность. Дервиш Мухаммед хан, узнав об уходе людей и [видя], что он всеми покинут, раскаялся (в содеянном) и однажды ночью, собрав вокруг себя четыреста человек, вышел из крепости Гелясан-Гёрясан, с тем, чтобы убежать. Ханы, расположившиеся в том районе вместе с Левонд-ханом, узнав об уходе Дервиш Мухаммед хана, устроили засады на дорогах. Проехав немного, он наткнулся на них. Завязался бой. Многие из людей Дервиш Мухаммед хана погибли, а он сам очутился лицом к лицу в Коса Пиркули, нукером Чарандаба Султана Шамлу. В схватке победил Кеса Пиркули; он отрезал ему голову и доставил её шаху. Шах наградил его деньгами и подарками и покорил Шекинский вилайет.»
Из четырёхсот, людей вышедших из крепости, двести пятьдеся были убиты. А в это время комендант крепости Киш Махмуд бек успел скрыться, который сдал крепость шах Тахмасибу и до тех событий был рядом с шахом. Отметим и то, что брат Махмуд бека был известным шекиским полководцем. И когда шах Тахмасиб напал на Шекинскую границу, в первом же бою войско брата Махмуд бека было повержено и сам он был пленен.
После смерти Дервиша Мухамед хана Шеки присоединилось к Сефевидскому государству, Тойгюн бек Каджар поставили возглавлять Шекинскую область.

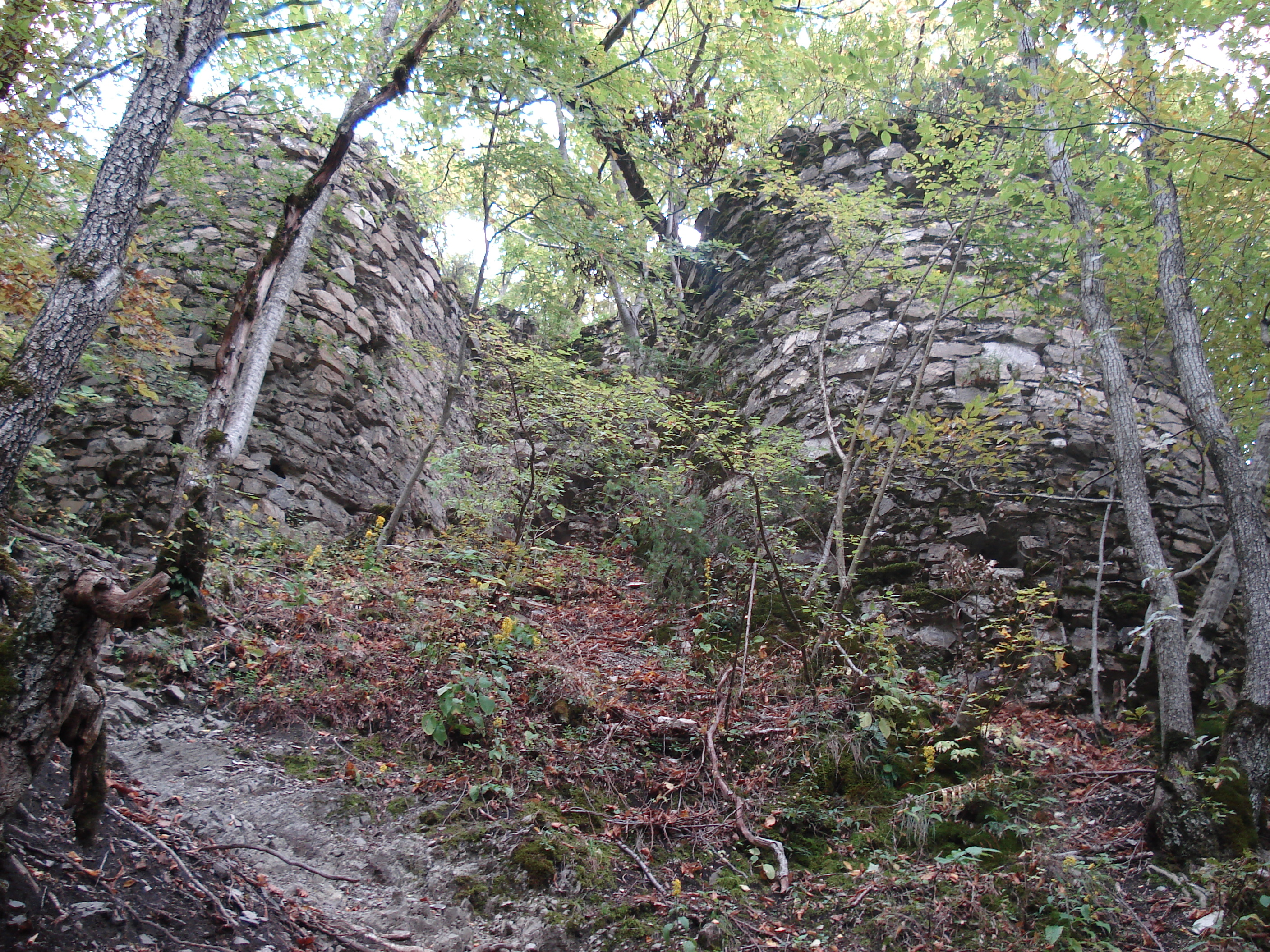
Южные ворота крепости Гелярсан-Гёрарсан (30.09.2011).
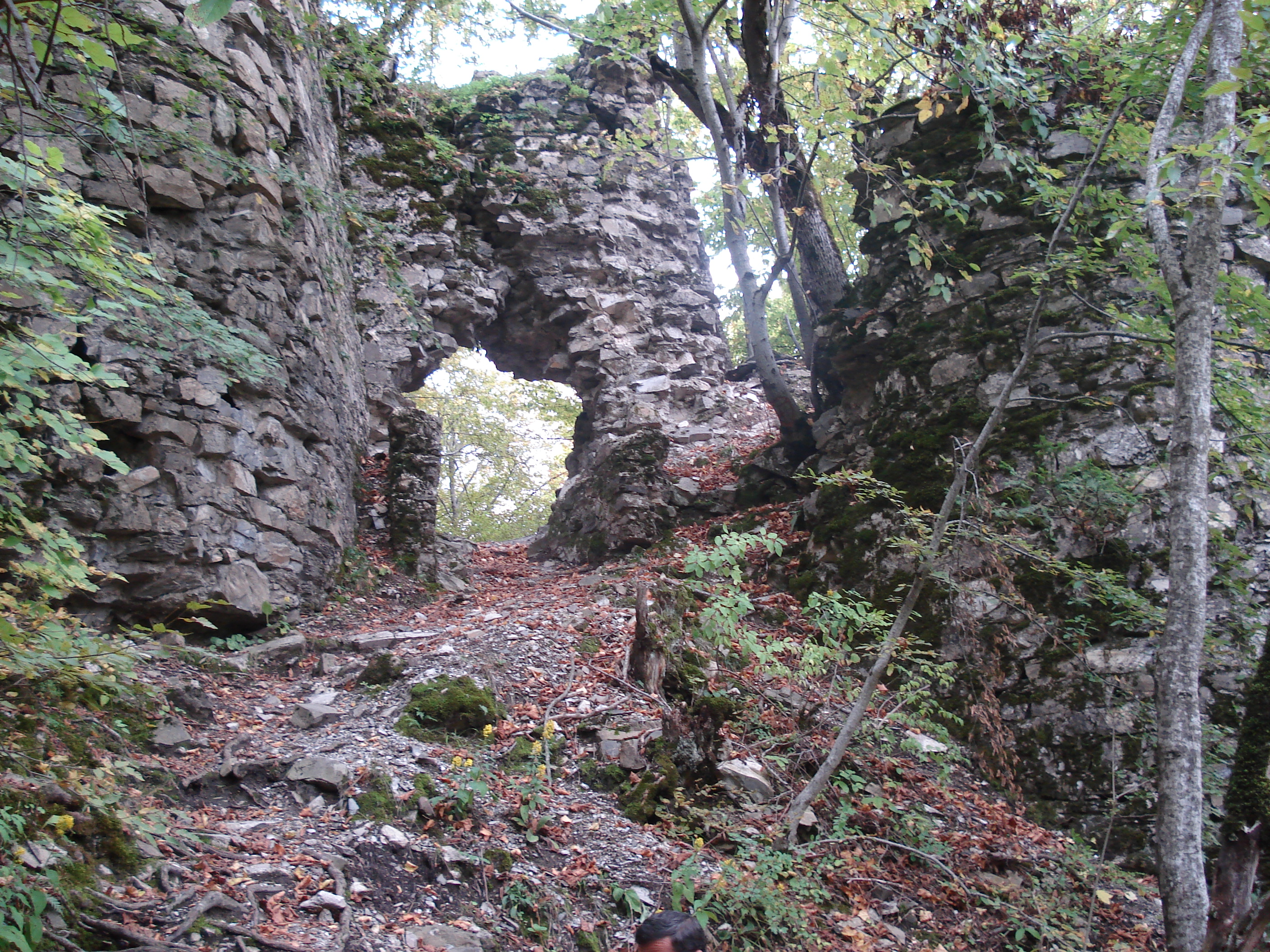
Развалины южных ворот крепости Гелярсан-Гёрарсан (30.09.2011).
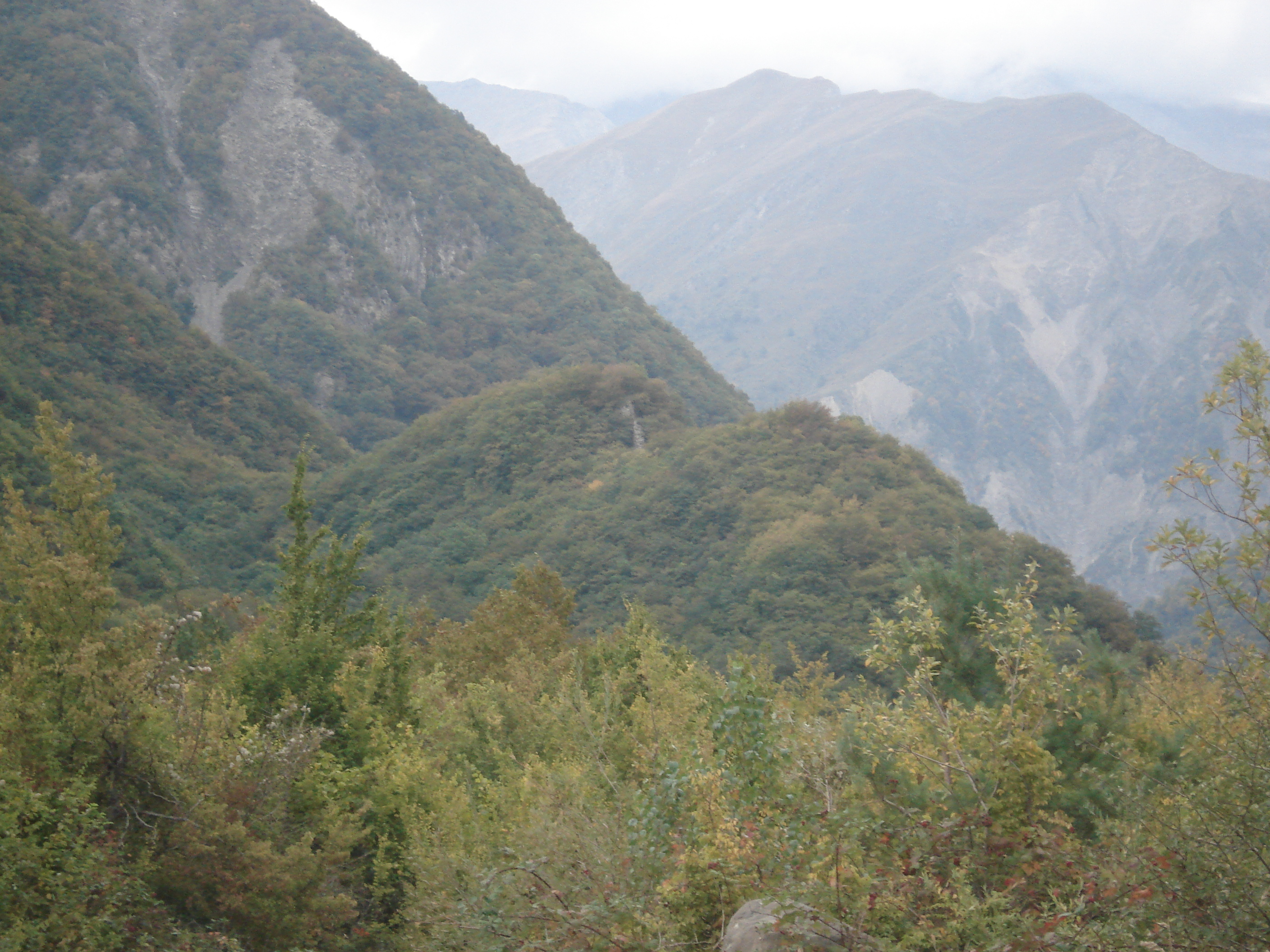
Вершина на которой едва заметна крепость Гелярсан-Гёрарсан (30.09.2011).
Панорама села Киш (30.09.2011).